# Origine France Garantie
 (mars 2014).
Si vous disposez d'ouvrages ou d'articles de référence ou si vous connaissez des sites web de qualité traitant du thème abordé ici, merci de compléter l'article en donnant les références utiles à sa vérifiabilité et en les liant à la section « Notes et références ».
Origine France Garantie est une marque de certification privée créée en mai 2011 par l'association de chefs d'entreprises éponyme Origine France Garantie, anciennement Pro France. Elle est apposée sur des fabrications réalisées en France, selon des critères jugés plus exigeants que ceux du Fabriqué en France. Cette marque commerciale est reconnue par le ministère de l’Économie dans le cadre du « Guide du fabriqué en France » créé par la Direction générale des Entreprises.

## Historique
Missionné par le Président de la République française Nicolas Sarkozy à l'automne 2009 pour réfléchir à la défense des emplois français face à la mondialisation, le député UDI de Seine-et-Marne Yves Jégo rend un rapport en mai 2010. Parmi ses propositions, figure la création d'une mention plus exigeante que la mention valorisante « made in ».
Dans la foulée, le parlementaire fonde l'association Pro France, destinée à « promouvoir la Marque France ». Les deux autres membres fondateurs sont Antoine Veil et Jacques-Henri Semelle, ancien assistant parlementaire et rapporteur de la mission confiée par le Président de la République à Yves Jégo. 
Antoine Veil est le premier président de Pro France jusqu'en 2011, date à laquelle il est remplacé par Yves Jégo. Jacques-Henri Semelle est le premier Secrétaire Général de l'association (2010-2012).
La marque de certification Origine France Garantie est officiellement présentée devant l'Assemblée nationale le 19 mai 2011. Dans les faits, elle est lancée courant décembre 2011.
Pro France annonçait 1 200 gammes de fabrications ayant eu l'autorisation de se prévaloir de la marque pour la fin 2013. 
En mai 2017, la marque commerciale est reconnue par le ministère de l’Économie dans le cadre du « Guide du fabriqué en France » créé par la Direction générale des Entreprises. Fin 2017, la marque Origine France Garantie avait été décerné à 600 entreprises, identifiant ainsi près de 2 000 produits en France.
En octobre 2020, l'association Pro France annonce la création d'une nouvelle marque de certification, "Service France Garanti", qui étend la démarche engagée avec la certification Origine France garantie au domaine des services délivrés par les entreprises.  
En octobre 2021, l'association change de nom pour Origine France Garantie, le nom de son premier label.  

## Critères d'obtention
Deux critères généraux doivent être respectés : 
- la moitié, au moins, de la valeur du produit doit venir d'un travail réalisé en France.
- les caractéristiques essentielles du produit doivent être acquises en France[12],[13]. Ce qui signifie que la fabrication, le montage ou l'assemblage doivent être effectués en France[7]. Ce deuxième critère est ensuite précisé selon les types de produits[12].

Si elles en éprouvent l'utilité, cette marque de certification peut être demandée par les entreprises à l'association Pro France. La démarche est payante (de mille à plusieurs milliers d'euros en fonction de la taille et des ressources de l'entreprise en cours de certification ainsi que du nombre de produits à identifier) et prend plusieurs mois. Un organisme certificateur réalise un audit au sein des entreprises demandeuses et pointe les différents critères en rapport avec l'utilisation de la marque. À noter que ce n'est pas l'entreprise qui use de la marque, mais ses fabrications. Il est en effet courant qu'une société commercialise à la fois ses fabrications françaises et d'autres qu'il conçoit à l'étranger.